# Satakunta
La Satakunta (in svedese Satakunda) è una provincia della Finlandia. Il capoluogo è Pori. Confina con il Varsinais-Suomi, il Kanta-Häme, il Pirkanmaa, l’Ostrobotnia Meridionale e l’Ostrobotnia.

## Amministrazione
Come la gran parte delle altre province finlandesi, la Satakunta è governata da due diversi enti:
- la Federazione della Satakunta (Satakuntaliitto) è la confederazione dei comuni, con un Consiglio provinciale nominato dai consiglieri comunali, e una relativa Giunta provinciale. Il suo compito è gestire le competenze comunali su un ambito spaziale più ampio e condiviso.
- l’Area di benessere della Satakunta (Satakunnan hyvinvointialue) è l’ente sanitario provinciale, creato nel 2022 e con un Consiglio eletto direttamente dai cittadini, che tramite la relativa Giunta gestisce gli ospedali e i servizi assistenziali.[1]

Il primo ente è quello che nomina il direttore provinciale.
La provincia era inclusa nella Finlandia Occidentale, oggi soppressa.

## Comuni
La regione della Satakunta è costituita da 16 comuni. Nella seguente lista le città della Finlandia città sono evidenziate in grassetto.
- Eura
- Eurajoki
- Harjavalta
- Huittinen
- Jämijärvi
- Kankaanpää

- Karvia
- Kokemäki
- Merikarvia
- Nakkila
- Pomarkku

- Pori
- Rauma
- Siikainen
- Säkylä
- Ulvila

Honkajoki, Köyliö e Luvia sono stati municipi in passato. 

### Distretto della Satakunta settentrionale
Jämijärvi, Kankaanpää, Karvia e Siikainen costituiscono il distretto della Satakunta settentrionale, avente come capoluogo Kankaanpää.

### Distretto di Pori
Harjavalta, Huittinen, Kokemäki, Merikarvia, Nakkila, Pomarkku, Pori e Ulvila costituiscono il distretto di Pori che costituisce il settimo distretto finlandese in ordine di grandezza. Il distretto di Pori è anche conosciuto con il nome di Karhukunnat (lett. i comuni dell'orso).

### Distretto di Rauma
Eura, Eurajoki, Rauma ja Säkylä costituiscono il distretto di Rauma.

## Stemma della regione storica della Satakunta
Lo stemma della regione storica della Satakunta è rimasto lo stesso sin dai tempi del dominio svedese. La nascita di tale stemma la si può far risalire al re Giovanni III di Svezia, che fu prima Duca di Finlandia (1556-1563) e dal 1581 Granduca (titolo più alto mai assegnato ad un nobile svedese in Finlandia). Dallo stemma di Giovanni III deriva anche lo stemma del Varsinais-Suomi.

## Nome e stemma della Satakunta attuale
Sebbene la Satakunta attuale ricopra solo la parte occidentale della Satakunta storica, il suo nome e stemma sono identici a quelli della regione storica.